# Coq d'or de la chanson française
Pour les articles homonymes, voir Coq d'or.
Le Coq d'or de la chanson française est un concours organisé par la station de radio Europe 1 et le music-hall Olympia de 1958 à 1961 pour honorer une chanson française à succès.

## Historique
Devant l’afflux sur les ondes de chansons italiennes, espagnoles ou américaines, Louis Merlin et Lucien Morisse, son directeur d'antenne à Europe 1, décident alors de soutenir la chanson française qui n’est plus guère à la mode. Morisse qui est l'impresario de Dalida et l'inventeur en France de la « play list », sature la station de la chanson Bambino pour tenter d’imposer sa vedette. Morisse et Bruno Coquatrix, directeur de l’Olympia, se mettent d’accord pour un concours de chansons avec plébiscite des auditeurs. La radio diffusera sans discontinuité les titres choisis et le music-hall sera le lieu de la consécration d’une chanson parmi vingt-quatre lauréats. Les deux hommes se connaissent et ont déjà travaillé ensemble. 
Coquatrix, en effet, avait tenté peu avant, en avril 1956, avec l’aide d'Édith Piaf qui défendait la chanson française, et d’Eddie Barclay, un radio-crochet avec ses « Numéros 1 de demain » qui avait pour but de lancer de jeunes artistes méritants, départagés à l’applaudimètre. Morisse retransmettait en duplex le concert hebdomadaire donné à l’Olympia au cours de son émission « Musicorama ».  

## Le festival du Coq d'or
Le concours, généralement organisé chaque printemps (mai-juin), récompense une chanson écrite en français et composée par des Français, interprétée par un artiste français et déjà enregistrée pour être diffusée sur les ondes. On ne pouvait plus national. Et nul besoin d’être  passé par le cabaret. Des soirées éliminatoires, les passages réguliers des 45 tours sur la station d’Europe 1, rendent le concours très populaire. 

## Le concours
La première retransmission a lieu le 11 juin 1958 en direct de l’établissement de Coquatrix (le bien nommé !). En absence d’archives accessibles, on a peu d’informations précises, d’autant moins que les producteurs de disque et les sponsors n’ont pas hésité à se réclamer du Coq d'or pour inciter à la vente ou propulser leurs poulains. On trouve ainsi plusieurs lauréats qui auraient remporté le prix la même année. Il semble qu’il y ait confusion fréquente entre les champions et les douze derniers concurrents. La liste ci-après, reconstituée, est donnée à titre indicatif, sous toutes réserves : 
(titre, compositeurs, interprètes les plus courants, rang connu ou présumé)
- 1958
  - Les Gitans      - Pierre Cour & Hubert Giraud     (Les Compagnons de la Chanson, Juan Catalano ; Dalida)    (1)
  - Rendez-vous au Lavandou     - André Pascal & Paul Mauriat  ( Dalida, Henri Salvador)   ()
  - Envoie la musique   - Michel Vaucaire & Charles Dumont   (Colette Renard ; Simone Langlois)  ()
  - Plein feux    - Claude-Henri Vic  & Hubert Ithier       (Jean Siegfried)   ()
  - Deux enfants    -  S. Castel & M. Fontenoy           (Claude Goaty ; Nadine Clair)   ()
  - Mélodie perdue     -  Jean Broussolle & Hubert Giraud   (Les Compagnons de la chanson ), Robert Jeantal)   ()
  - J’ai rêvé d’un piano     - Philippe-Gérard & Georges van Parys    (Boris Vian)[2]   ()
  - Un peu plus de chansons   - Pierre Saka & Jean Bernard  (Jean Philippe ; Nicole Croisille)[3]()

- 1959
  - Je te tendrai les bras   -  François Deguelt auteur-compositeur-interprète / Pierre Dorsey & Hubert Giraud    (François Deguelt, Maria Candido, Dario Moreno)   (1)
  - Sophie      - Charles Dumont & Michel Vaucaire   (Sacha Distel, Jean-Paul Mauric)   (2)
  - Maman   - Henri Salvador & Michel Vaucaire      (Lucienne Vernay)    ()
  - Le temps des cacahuètes   - Claudine Garan      (Juliette Gréco)   ()
  - Cloches sonnez !   - Charles Trenet     (Simone Langlois)    ()
  - Écoute mon cœur   -   Jacques Larue & Guy Magenta       (Hugues Aufray, Patrice et Mario)   ()
  - Au voleur !        -  Florence Véran & Robert Gall  (Magali Noël, Jacqueline Nero)   ()
  - Les flonflons du bal         - Charles Dumont & Michel Vaucaire   (Pia Colombo)   ()
  - Quand on parle d’amour   - Maurice Vidalin & Jacques Datin   (Didier Lapeyrère)   ()
  - Toi tu sais si bien      -                  (Francine Farnell, Jean-Philippe)  ()

- 1960
  - Amour je te dois    - Pierre Dorsey & Robert Gall     (Robert Jeantal,  Luis Mariano)  (1)
  - Comme au premier jour      -  Hubert Giraud & Pierre Dorsey     (Jacqueline Boyer, Mathé Altéry)  (2)
  - L’Arlequin de Tolède        - Hubert Giraud & Jean Dréjac     ( Les Compagnons de la chanson, Jocelyne Jocya, Dalida)   (3)
  - Parce qu’un air d’accordéon           - Jacques Larue & Guy Magenta   (Rosalie Dubois)   (4)
  - Les Rues de mon cœur           - Marc Fontenoy & Serge Castel      (Annie Fratellini)   (5)
  - Marion          - Charles Dumont & Michel Vaucaire       (Danny Boy)   (6)
  - Toi mon bel amour      -Maurice Pon & Henri Salvador       (Hugues Aufray, Henri Salvador)   ()
  - Les Voiliers      - André Paté & Serge Castel        (François Deguelt)    ()
  - Cathy       - Alain Barrière                                         (Alain Barrière)
  - Parce qu'un air d'accordéon       - Rosalie Dubois

- 1961
  - Le Voyageur sans étoile       - Eddy Marnay & Guy Magenta     (John William, Luis Mariano)   (1)
  - Ton adieu       - Pierre Delanoë & Pierre Dorsey    (Jocelyne Jocya, Nana Mouskouri)   (2)
  - Cherbourg avait raison        - Jacques Larue & Guy Magenta & Eddy Marnay   (Frida Boccara, Rosalie Dubois)   ()
  - Le cœur au chaud         - Pierre Cour & André Popp   (Jocelyne Jocya)   ()
  - Plus jamais          - Gérard Bourgeois & Michel Jourdan     (Jocelyne Jocya)   ()
  - Doux            - Hubert Ithier & André Paté               (Tony Valery)   ()